# Pepe Gómez
José María Gómez Castro (Bogotá, 1892-Bogotá, 1 de octubre de 1936), más conocido como "Pepe Gómez" o "Lápiz", fue un caricaturista, grabadista, pintor, periodista crítico y columnista colombiano, miembro del Partido Conservador Colombiano, siendo representante del ala laureanista.
Gómez, quien se educó en la Academia de Bellas Artes de Bogotá con otros artistas de renombre, es considerado junto a Ricardo Rendón, como pionero en la caricatura política del siglo XX, y citado con frecuencia por otros autores como el artista que revivió la prensa gráfica en Colombia, tras la otrora relevancia que tuvo en el siglo XIX Alberto Urdaneta y Papel Periódico Ilustrado.
Gómez trabajó para varios medios de comunicación de corte conservador como El Gráfico, Bogotá Cómico, Semana Cómica, La Guillotina, Anacleto, El País, La Razón y El Siglo, este último periódico propiedad de su hermano, Laureano Gómez, y principal medio de difusión del conservatismo en Colombia.
Gómez, quien era católico practicante y conservador convencido, fue un feroz crítico del liberalismo y la masonería a través de sus mordaces caricaturas, y cuando el Partido Liberal recuperó el poder en 1930, Gómez se convirtió en crítico permanente de sus gobiernos. Pese a ello, fue también crítico del presidente conservador Marco Fidel Suárez, quien renunció a la presidencia en 1921, en medio de una escandalosa impopularidad, y del presidente Miguel Abadía Méndez.
También fue antimperialista y atacó con firmeza la política expansionista de los Estados Unidos desde los sucesos de la pérdida de Panamá. Falleció prematuramente, dejando un legado que si bien quedó ensombrecido por su hermano y sobrino, ha recobrado fuerza en los últimos años gracias a la revisión y valoración de su obra gráfica y política.

## Biografía

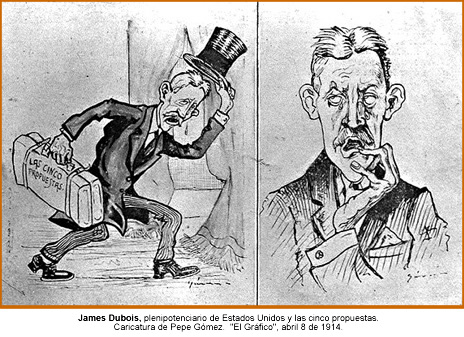
Caricatura de Pepe Gómez sobre el Tratado Urrutia-Thomson, 8 de abril de 1914.

José María Gómez Castro nació en Bogotá en 1892, en el seno de una familia de clase media proveniente de Ocaña, Norte de Santander. Se graduó del colegio de la élite bogotana, Colegio Mayor San Bartolomé, en 1908, con 16 años de edad.
En 1909 ingresó en la Escuela de Bellas Artes de Bogotá, fundada por Alberto Urdaneta Urdaneta en 1886. Allí recibió clases del paisajista Roberto Páramo Tirado. Años después estudiaría allí Carolina Cárdenas Núñez, quien fue educada por su tío Roberto Pizano.
Se vinculó al periódico conservador Sansón Carrasco, en homenaje al personaje homónimo del libro El Quijote de la Mancha, del español Miguel de Cervantes Saavedra. En dicha publicación, Gómez firmaba con su nombre propio y apareció desde la edición 11 del 21 de mayo. En sus dibujos comenzó a criticar el imperialismo estadounidense (en especial por los sucesos recientes de la pérdida de Panamá) y la masonería liberal. Una de sus víctimas más concurridas era el joven abogado Alberto Lleras Camargo, a quien retrataba con faldas al estilo Shirley Temple, como burla por los delantales que usaban los iniciados.
En 1912 empezó a trabajar en la revista El Gráfico, y en 1914 se graduó de la Escuela de Bellas Artes, a la par que comenzó a trabajar en la sección de telégrafos del Ministerio de Correos y Telégrafos, en el gobierno de José Vicente Concha. En 1917 se vincula a la revista Semana Cómica como director artístico, y comienza a caricaturizar a los miembros del gobierno, pese a que él mismo era miembro del Partido Conservador (al igual que su hermano y sobrino), y comenzó a firmar con el seudónimo de "Lápiz".

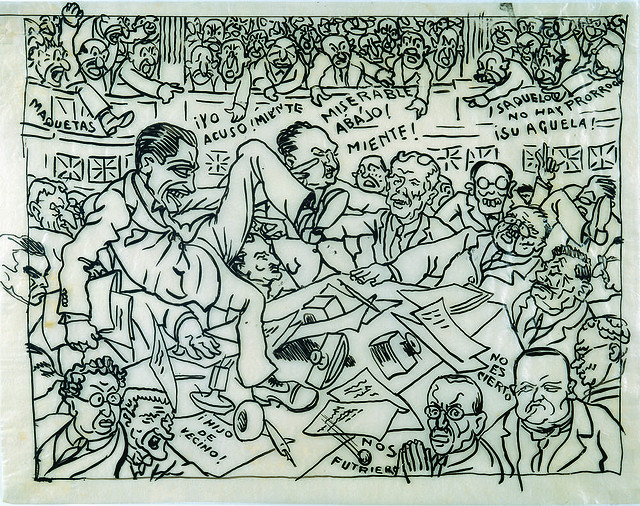
La última Zambra, 23 de noviembre de 1929, revista Fantoches. En la obra aparecen Jorge Eliécer Gaitán (el que patea), Ismael Arciniegas, Alberto Lleras Camargo y Sotero Peñuela, discutiendo en el Salón Elíptico del Capitolio Nacional.

En 1923, viajó a Buenos Aires, donde su hermano servía como embajador en Argentina, y allí trabajó como paisajista y retratista. Regresando a Colombia, en 1926, expuso su obra pictórica en la Academia de la Lengua, y comenzó a trabajar en la revista Fantoches de Víctor Martínez Rivas, que inicialmente se llamaba Sal y Pimienta, donde abandonó el costumbrismo para dedicarse de lleno a la crítica política, y usó sus otros sobrenombres: Buenos Díaz y Ximénez. En 1934 colaboró con el periódico La Guillotina.
En plena república liberal, comenzó a criticar al gobierno de Alfonso López Pumarejo a través de la revista humorística conservadora Anacleto, a partir de 1935, en la que firmaba con un garabato de Mickey Mouse. Pese a sus ataques contra los liberales, también se mostró hostil con los estadounidenses, en especial con Franklin Delano Roosevelt y con Anastasio Somoza García en Nicaragua, antes de su ascenso a la presidencia de ese país, así como la descolonización en África. 
En 1936 comenzó a usar el seudónimo de Jack Monkey, para el periódico El Siglo, recién fundado por su hermano Laureano el 1 de febrero de ese año. Su primera caricatura para este periódico se muestra así mismo como un mono que dibuja a López Pumarejo. Otras de sus caricaturas aparecieron en primera plana en El Siglo y colaboró con El País, Salud y Sanidad, y el periódico liberal La Razón, de Juan Lozano y Lozano. Falleció el jueves 1 de octubre de 1936, a los 44 años, víctima de una afección hepática.

## Legado
Su prematura muerte truncó su estilo crítico mordaz y sus influyentes caricaturas. Las publicaciones El Siglo y Anacleto publicaron póstumamente sus últimas caricaturas. El Banco de la República es actualmente quien conserva su obra completa en la hemeroteca de la Biblioteca Luis Ángel Arango.
Su lucha antimasónica tomó un segundo aire de la mano de su hermano Laureano, quien se convirtió en uno de los principales enemigos de la masonería colombiana, calificando a la "conspiración judeo-masónica internacional" de causar los problemas sociales de su país. Su pensamiento se nutrió también de la influencia que ejerció Francisco Franco en el pensamiento de Gómez, quien además suavizó su discurso antimperialista contra los Estados Unidos.
En 1987, su sobrino Álvaro Gómez y varios colaboradores y ex colegas de Pepe lanzaron la publicación "Pepe Gómez: La caricatura en la historia", en la que narran su corta biografía y compilan su obra gráfica, publicación que ha sido base para este artículo.

## Familia

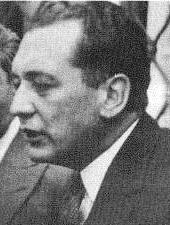
Su hermano Laureano.

José María Gómez Castro era hijo de José Laureano Gómez Rincón y de Dolores Castro Galvis, siendo sus hermanos Laureano, Ana Josefa, Dolores y Anatolia Gómez Castro.

Su hermano mayor, Laureano, fue un destacado político y abogado colombiano, y por más de 50 años, la figura más destacada del Partido Conservador, alcanzando la presidencia de su país de 1950 a 1951, cuando solicitó una licencia por enfermedad, y luego en 1953 sufrió un golpe de estado que lo obligó a exiliarse en España, desde donde regresó como protagonista del sistema de alternación conocido como Frente Nacional. Laureano, casado con María Hurtado Cajiao, fue padre de Cecilia, Rafael, Enrique y Álvaro Gómez Hurtado.

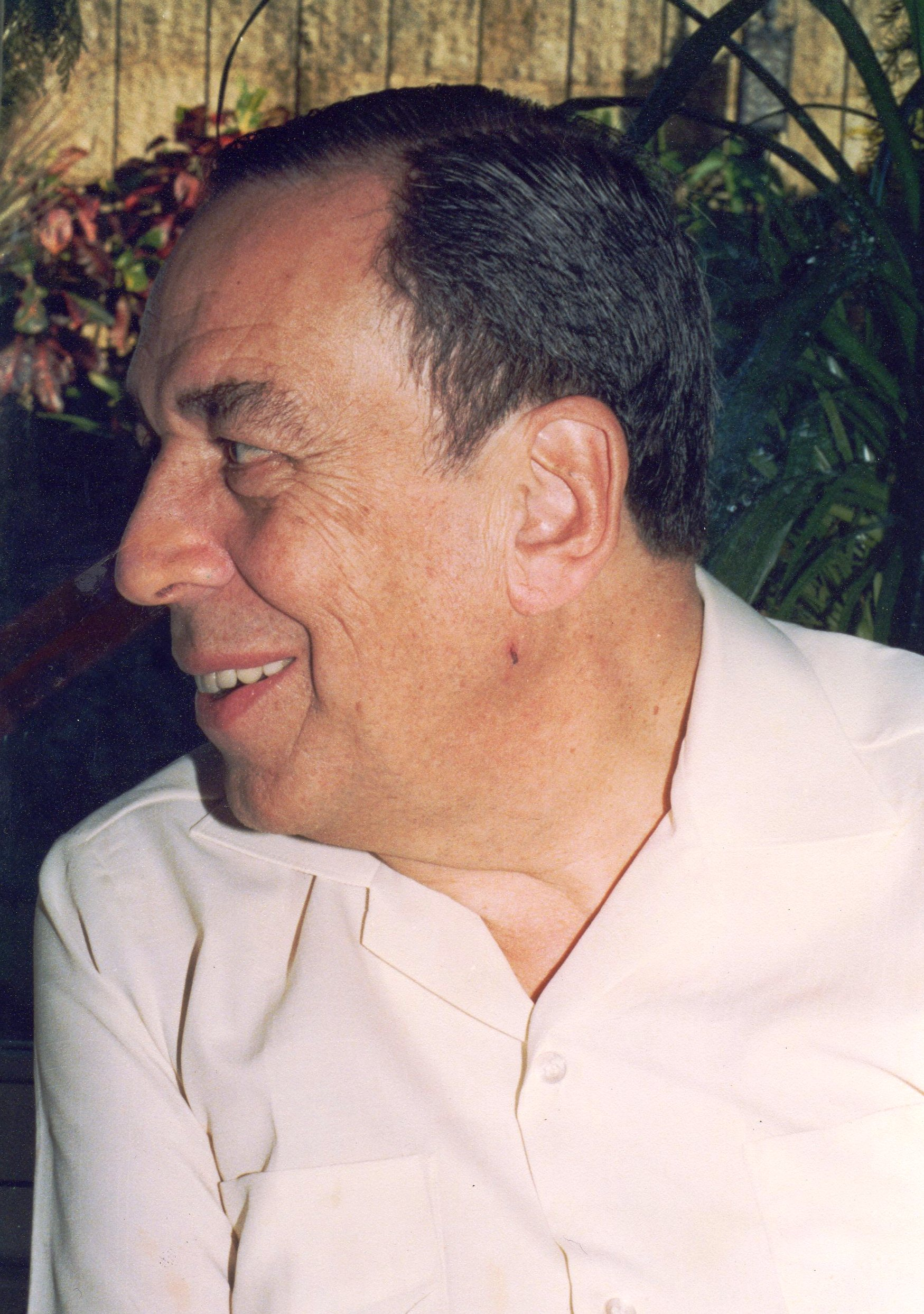
Su sobrino, Álvaro Gómez Hurtado.

Álvaro fue el sucesor natural de Laureano en la política, pero también destacó como personaje nacional, siendo considerado uno de los políticos más importantes del siglo XX en Colombia; intentó 3 veces sin éxito ser presidente de Colombia, fundó el movimiento disidente conservador más influyente de la historia de Colombia, Movimiento de Salvación Nacional, participó en la Asamblea Nacional Constituyente de 1991, y fue asesinado a los 76 años, la misma edad que tenía Laureano en 1965 cuando murió. Casado con la periodista Margarita Escobar, fue padre del periodista Mauricio Gómez Escobar.

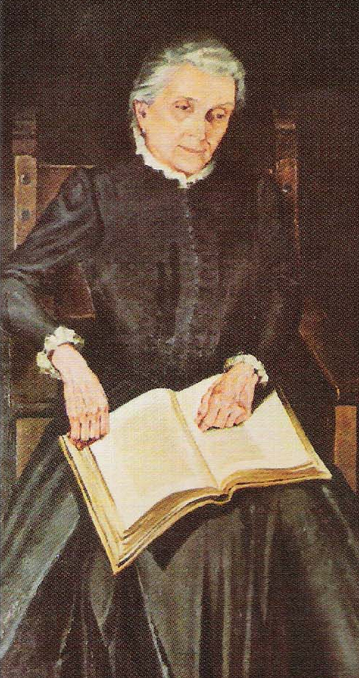
La pintora Mercedes Delgado, prima de su esposa Clara.

Enrique, por su parte, fue economista y congresista del conservadurismo, casado con María Ángela Martínez, fue padre del abogado Enrique (quien ahora es director de Salvación Nacional y es abogado en la causa de su tío Álvaro), y el economista Miguel Gómez Martínez. Rafael falleció en un accidente aéreo en 1953 sin descendencia.

### Matrimonio
José María Gómez se casó con Clara Van Arken Mallarino, colombiana de ascendencia neerlandesa, con quien no dejó descendencia.
Clara era hija del diplomático holandés Gerardo Van Arken, quien se desempeñó como cónsul en Bogotá, sobrina nieta del periodista colombiano Guillermo Camacho Carrizosa y del expresidente de Colombia y pionero de la sociología en ese país, Salvador Camacho Roldán. Por otro lado era nieta del expresidente de Colombia, Manuel María Mallarino y de su esposa María Mercedes Cabal, y sobrina nieta del escritor de ascendencia jamaiquina Jorge Isaacs, autor de la novela María, inspirada en María Mercedes Cabal.
Esos parentescos convierten a Clara en prima del político y exalcalde de Bogotá, Manuel María Mallarino Isaacs, del poeta Rafael Mallarino Holguín, y de la pintora Mercedes Delgado Mallarino. El abuelo de Clara, Manuel, era tío también de los expresidente de Colombia y hermanos Carlos y Jorge Holguín Mallarino, y yerno del hacendado Vicente Holguín, cuyo hermano hizo fortuna en Ambato, y es el padre de la rama Holguín en Ecuador, a la que pertenece, entre otros, el excanciller de Ecuador, Juan Carlos Holguín Maldonado.
Una de sus cuñadas, Alicia Van Arken, era la esposa del abogado y político ecuatoriano Manuel Muñoz Borrero (con quien se casó en Bogotá el 27 de junio de 1920, con ceremonia presidida por el arzobispo Bernardo Herrera Restrepo), quien era nieto del expresidente de Ecuador Antonio Borrero Cortázar y primo del expresidente de ese país, Manuel María Borrero. Muñóz es considerado actualmente como el Oskar Schindler de Ecuador, ya que destinó su fortuna y trabajo diplomático a la protección de los judíos perseguidos en los países nórdicos, durante la Segunda Guerra Mundial. Su familia estaba emparentada con la rama colombiana, a la cual también pertenece el expresidente de Colombia, Misael Pastrana Borrero. Otra de las cuñadas de Pepe y de Manuel, estaba casada con Alberto Muñóz, hermano de Manuel.